# Kleptochthonius polychaetus
Kleptochthonius polychaetus är en spindeldjursart som beskrevs av William B. Muchmore 1994. Kleptochthonius polychaetus ingår i släktet Kleptochthonius och familjen käkklokrypare. Inga underarter finns listade i Catalogue of Life.